# Tso Moriri

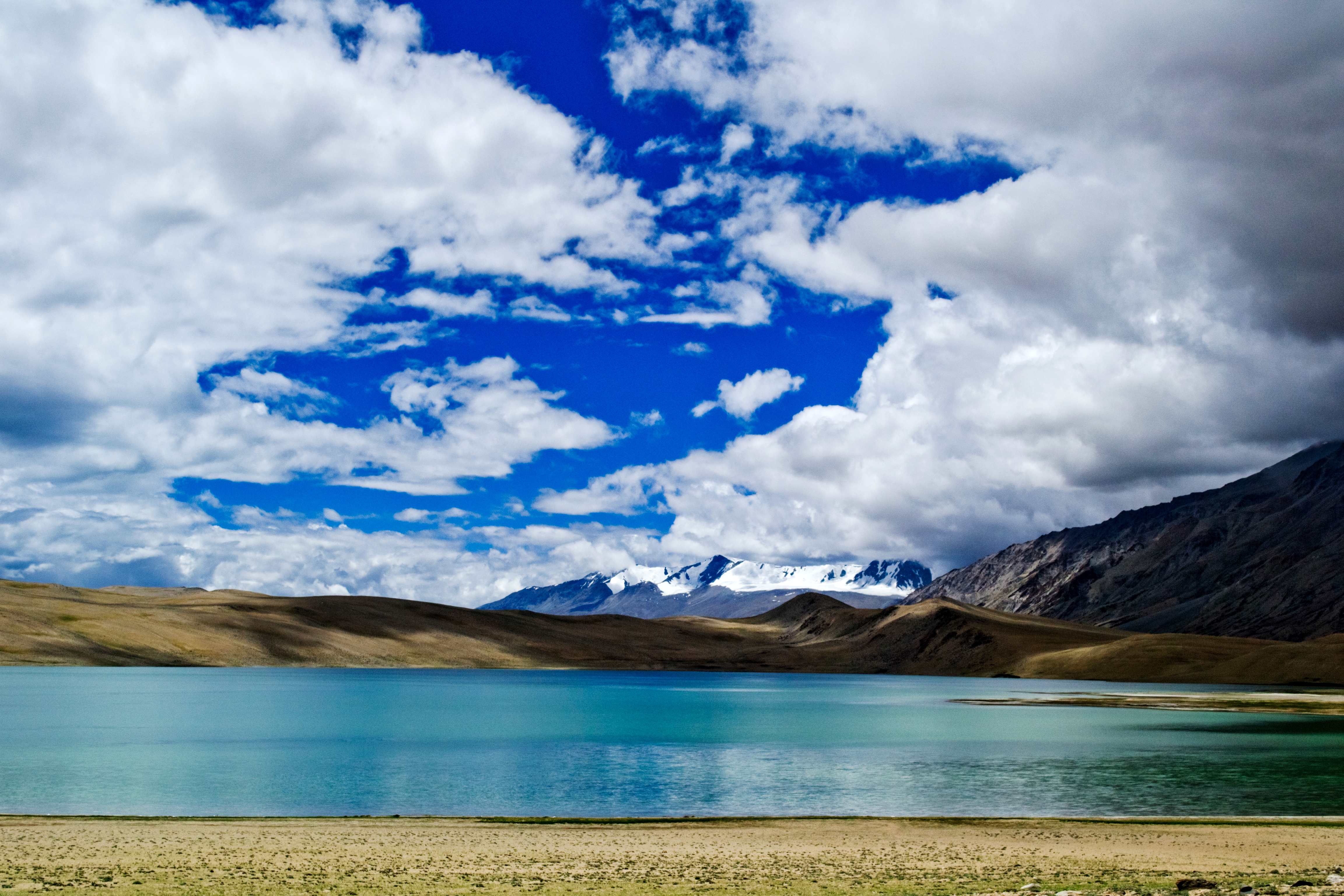

O Tso Moriri (lago Moriri) ou Tsomoriri (em tibetano: ལྷ་མོའི་བླ་མཚོ; Wylie: lha mo bla mtsho; "lago da montanha") é um lago endorreico situado a 4 595 metros de altitude, no planalto de Rupshu, no sudeste do Ladaque, norte da Índia. Faz parte do planalto de Changthang (literalmente "planícies do norte" em tibetano). O lago e a área circundante é uma área protegida e um sítio Ramsar.
Os únicos locais habitados durante todo o ano nas imediações do lago são a aldeia de Korzok, na margem norte, e uma base militar na margem oriental. O acesso ao lago está muito limitado sem ser no verão. A área é habitada praticamente apenas por Changpas, uma etnia de pastores nómadas de origem tibetana cujos meios ed subsistência são a criação de iaques, ovelhas, cabras e cavalos, comércio e trabalho em caravanas no Ladaque. Os Changpas usam a região do lago para pastar os seus rebanhos e para cultivar.
O Mosteiro de Korzok, situado na margem noroeste do lago, tem cerca de 400 anos e atrai um número apreciável de turistas e peregrinos budistas entre maio e setembro, apesar da oferta de acomodação estar limitada a tendas e a uma pequena pensão. A norte do Tso Moriri há outro pequeno lago, conhecido localmente como "Lago da Alegria".

## Geografia e ambiente
Com 120 km² de área, entre 3 e 5 km largura, cerca de 26 km de comprimento e profundidade máxima de 105 metros, é o maior lago de altitude completamente incluído em território indiano. É alimentado por nascentes e fusão de neve das montanhas circundantes a leste e oeste, cuja altitude é superior a 6 000 m. A água chega ao lago por várias ribeiras, duas delas mais importantes, uma na margem norte e a outra na margem sudoeste — o Lingdi Nadi, que drena as montanhas da margem ocidental. Estas duas ribeiras têm extensas marismas no local onde desaguam no lago. Há também uma ribeira que atravessa as pastagens de Peldo Le. Atualmente o lago não tem qualquer efluente, mas no passado teve um efluente a sul, que ficou bloqueado. Nessa área, um vale praticamente plano estende-se até ao rio Pare Chu, que faz parte da bacia hidrográfica do rio Sutlej. Neste vale situa-se a zona húmida de Nuro Sumdo, uma área alagadiça com cerca de 20 km² que é drenada soretudo para o Pare Chu. A região do lado é um deserto árido e frio, onde as temperaturas oscilam entre os 0 e os 30 °C no verão e entre -40 e -10 °C no inverno.
O lago é de natureza oligotrófica e a sua água é alcalina e salobra, embora isso não seja muito percetível ao sabor. O Tso Moriri pertence ao terceiro grupo da classificação dos lagos himalaicos com base na sua origem:
1. Lagos glaciais formados por ou em volta de glaciares
2. Lagos estruturais formados por dobras ou falhas geológicas devidas a movimentos da crusta terrestre (exemplo: o  lago Nainital em Uttarakhand)
3. Restos de lagos que originalmente eram estruturais, mas que atualmente são o que resta de lagos mais extensos no passado (exemplos: Tso Moriri, Tso Kar e Pangong Tso no Ladaque e o lago Dal em Caxemira).
4. Lagos com barragens naturais devidas à deposição de rochas ou escombros, ou seja, corpos de água temporários ao longo de leitos de rios (exemplo: Gohna Tal em Uttarakhand).

A parte do planalto de Changthang do Ladaque oriental representa uma paisagem de ecossistemas de baixa produtividade que protege espécies únicas de flora e fauna. A área é uma extensão o planalto tibetano ocidental que se situa acima dos 4 500 m de altitude e suporta populações diversas mas baixas de vários mamíferos em perigo severo de extinção.
Apesar da cobertura vegetal ser pobre, haver relativamente pouca biomassa e a elevada pressão antropogénica, a área suporta populações consideravelmente altas de gado. O aumento constante da população de gado na área é atribuído sobretudo aos pastores nómadas nas décadas mais recentes e à promoção da produção das cabras que produzem a lã de alta qualidade pashmina pelo Animal Husbandry Department (AHD; Departamento de Pecuária). Em meados da década de 2000 havia preocupações por parte dos pastores e do AHD em relação à degradação das pastagens, que resultava em falta de forragem e mortalidade em massa do gado durante os invernos mais severos.

## Biodiversidade

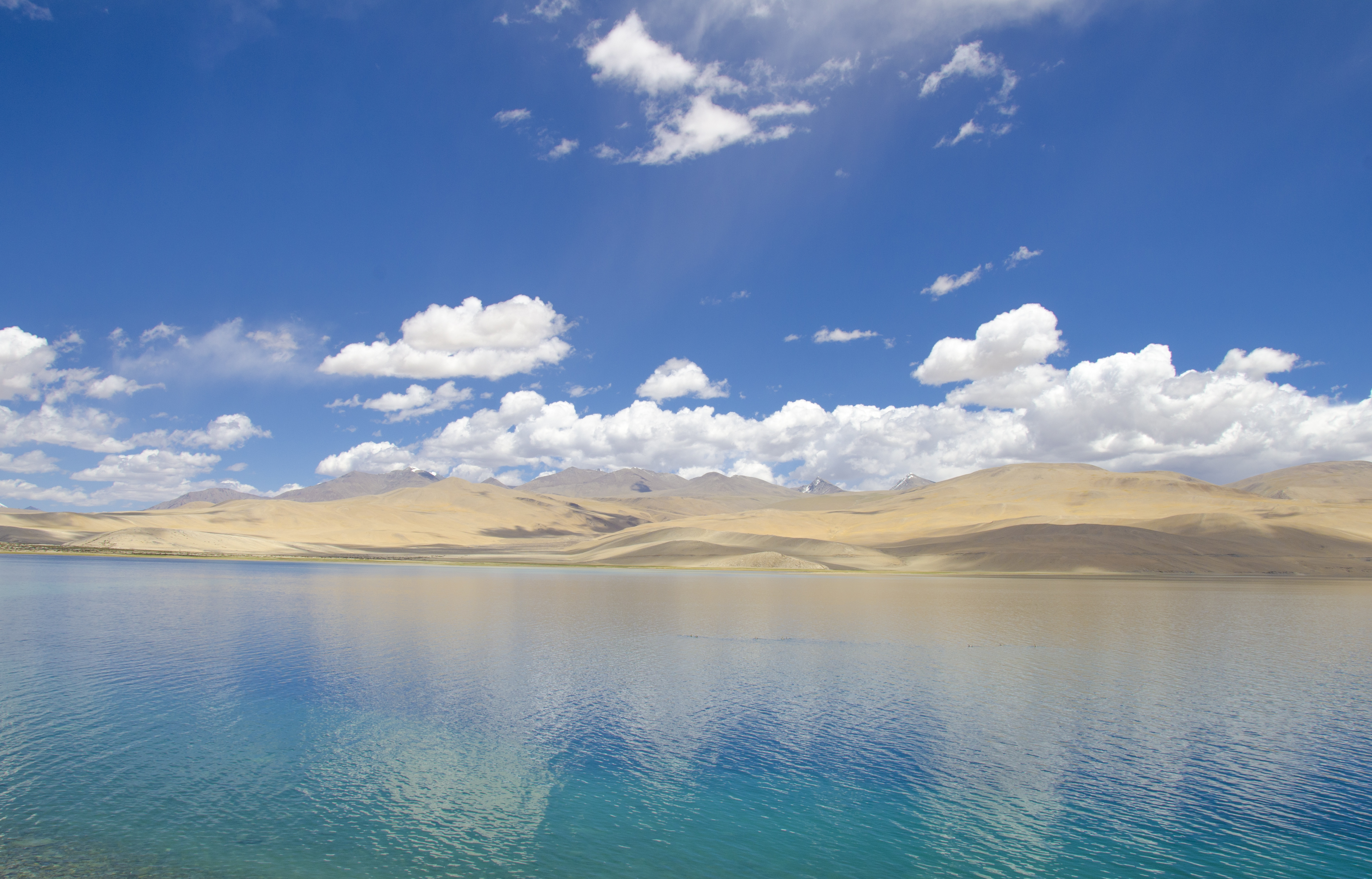

Os dados abaixo mencionados referem-se não só ao lago propriamente dito mas também à zona húmida de Nuro Sumdo, situada imediatamente a sul do lago.

### Avifauna
Foram registadas 34 espécies de aves, 14 delas aquáticas. As espécies ameaçadas regionalmente ou globalmente são as seguintes:
- Grou-de-pescoço-preto (Grus nigricollis), vulnerável
- Ganso-indiano (Anser Anser indicus), única área de nidificaçãona Índia
- Gaivota-do-índico ou gaivota-do-tibete (Chroicocephalus brunnicephalus)
- Mergulhão-de-crista (Podiceps cristatus)
- Zarro-castanho (Aythya nyroca)
- Mergulhão-de-pescoço-preto (Podiceps nigricollis)

### Mamíferos

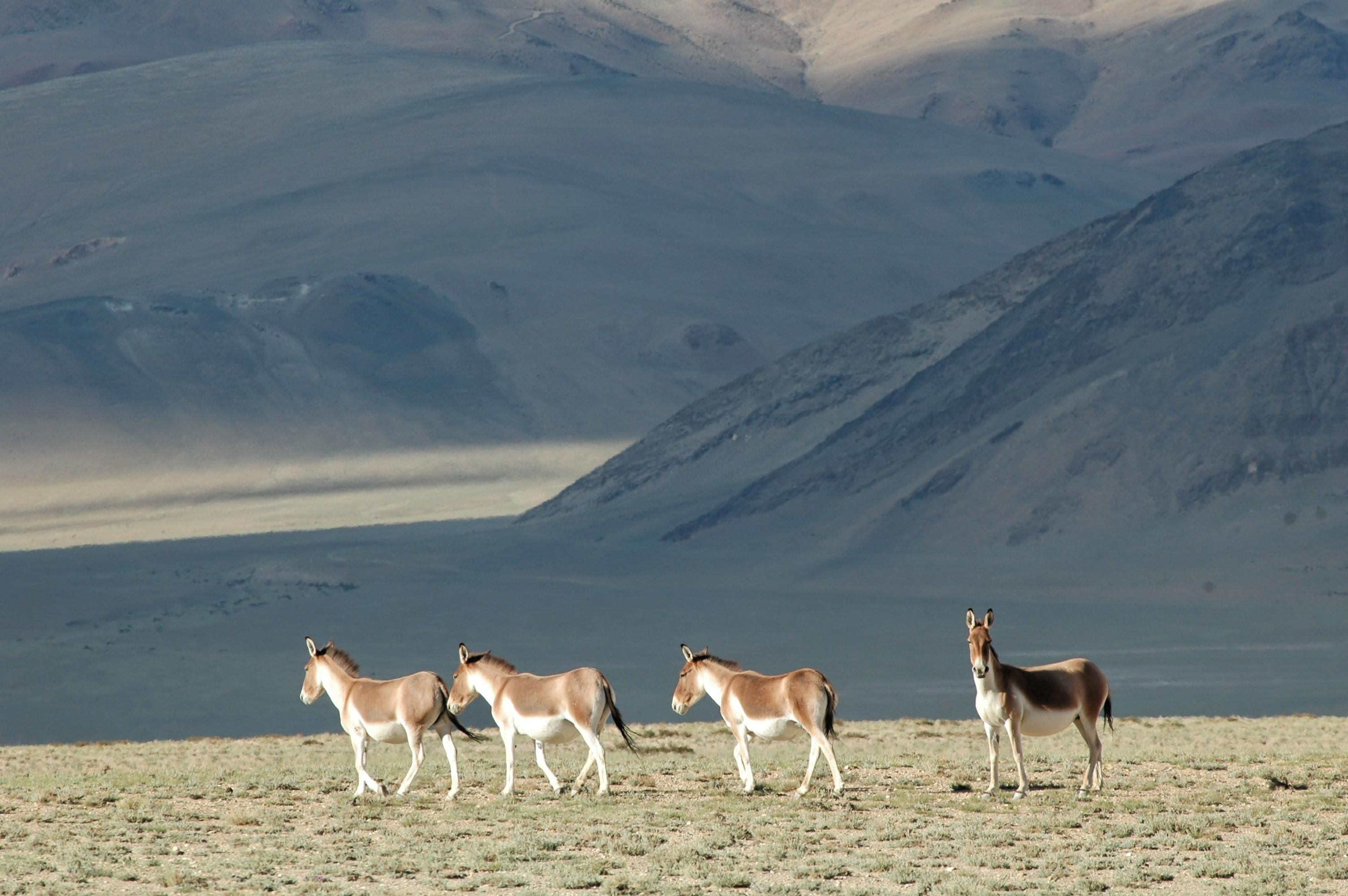
Kiangs nas imediações do Tso Moriri

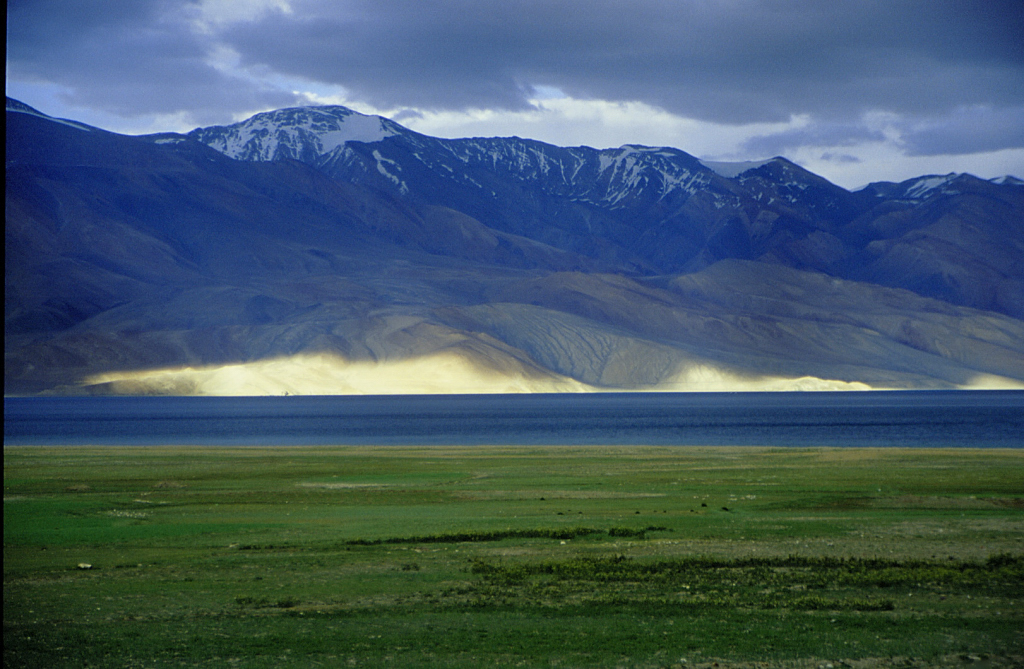

- Gazela-tibetana (Procapra picticaudata)
- Lince
- Argali (Ovis ammon hodgsonii)
- Carneiro-azul ou bharal (Pseudois nayaur)
- Kiang ou burro selvagem do Tibete (Equus kiang)
- Marmota-do-himalaia (Marmota himalayana)
- Lebre-lanuda (Lepus oistolus)
- Alticola roylei
- Pika-de-orelhas-largas (Ochotona macrotis)
- Pika-de-lábios-negros ou pika-do-planalto (Ochotona curzoniae)

#### Grandes carnívoros
- Leopardo-das-neves (Panthera uncia)
- Lobo-tibetano (Canis lupus filchneri)
- Raposa-do-himalaia (Vulpes ferrilata)

### Outros animais
- Scincella ladacensis, um lagarto da família dos escíncidos

### Flora
As partes profundas do lago não têm vegetação, mas nas partes pouco profundas encontram-se algumas espécies de Potamogeton. Nas marismas crescem algumas espécies de junça (Cyperaceae) e outras, nomeadamente dos géneros Carex, Caragana e Astragalus, que também se encontram nas estepes em volta. Outros géneros presentes são Primula, Pedicularis (uma planta parasita), Juncus (Juncus thomsonii) e Leontopodium. No fitoplâncton, existente até 25 metros de profundidade, há algumas espécies de diatomáceas do género Cyclotella e Oocystis (um género algas verdes clorofitas da família Oocystaceae e classe Trebouxiophyceae).